# Столарц, Энтони
Энтони Столарц (англ. Anthony Stolarz; род. 20 января 1994, Эдисон) — американский хоккеист, вратарь клуба НХЛ «Торонто Мейпл Лифс» и сборной США по хоккею. Обладатель Кубка Стэнли 2024.

## Карьера

### Клубная
На драфте НХЛ 2012 года был выбран в 2-м раунде под общим 45-м номером клубом «Филадельфия Флайерз». Он продолжил свою карьеру на студенческом уровне, играя за команду «Омаха Маверикс», команду представляющую Университет Небраски в Омахе, а оттуда перешёл в «Лондон Найтс», в котором к концу сезона стал основным вратарём.
1 мая 2013 года подписал с «Фидалельфией Флайерз» трёхлетний контракт новичка. Он продолжил свою карьеру, играя за фарм-клуб «Лихай Вэлли Фантомс», в котором 2 мая 2016 года установил рекорд по количеству сэйвов в мачте, отразив 51 бросок.
Дебютировал в НХЛ 27 ноября 2016 года в матче против «Калгари Флэймз», который закончился победой «Филадельфии» со счётом 5:3. 15 июля 2017 года продлил контракт с клубом на один сезон. Весь следующий сезон он пропустил из-за травмы и восстановления после операции.
18 июля 2018 года подписал контракт с клубом на один сезон как свободный агент. Он играл за фарм-клуб «Фантомс», но из-за проблем с голкиперами, стал одним из основных вратарей команды, проведя за «Филадельфию» 12 игр.
15 февраля 2019 года он был обменян в «Эдмонтон Ойлерз» на вратаря Кэма Тэлбота.
Став по окончании сезона свободным агентом, 3 июля 2019 года он подписал двухлетний контракт с клубом «Анахайм Дакс». Из-за конкуренции на вратарскую позицию, поскольку в команде были Джон Гибсон и Райан Миллер он был переведён в фарм-клуб «Сан-Диего Галлз», за который играл большую часть сезона и при этом установил рекорд по многим показателям.
7 января 2021 года подписал с клубом новый двухлетний контракт. 12 апреля 2021 года в матче против «Сан-Хосе Шаркс» (4:0) он оформил рекорд команды среди вратарей по количеству сэйвов во время шатаута.
1 июля 2023 года в качестве свободного агента подписал однолетний контракт с «Флорида Пантерз» на сумму $1,1 млн.
1 июля 2024 года в качестве свободного агента подписал двухлетний контракт с «Торонто Мейпл Лифс» на сумму $5 млн.

### Международная
Играл за молодёжную сборную на МЧМ-2014, на котором американцы остались без медалей.
На ЧМ-2021 в составе сборной США стал обладателем бронзовой медали

## Достижения

### Командные
| Год  | Команда         | Достижение              | Достижение |
| ---- | --------------- | ----------------------- | ---------- |
| 2024 | Флорида Пантерз | Обладатель Кубка Стэнли |            |

.